# Sciadotenia ramiflora
Sciadotenia ramiflora är en tvåhjärtbladig växtart som beskrevs av August Wilhelm Eichler. Sciadotenia ramiflora ingår i släktet Sciadotenia och familjen Menispermaceae. Inga underarter finns listade i Catalogue of Life.